# キランソウ
キランソウ（学名: Ajuga decumbens）は、シソ科キランソウ属の多年草。道端などに生える雑草。別名、ジゴクノカマノフタともよばれる。

## 名称
和名キランソウの由来は諸説あり、はっきりしない。一説には、ランに似た紫色の花を意味する「紫蘭草（しらんそう）」が転訛したものとする説。また、「キ」は紫の古語、「ラン」は藍色を意味するところから、花色から紫藍色に由来するという説。茎を地面に伸ばして群生する様から、織物の金襴にみたてて「金襴草」と名付けたとする説などがある。
別名で、ジゴクノカマノフタ（地獄の釜の蓋）という呼び名もあるが、これは根生葉が地面に張り付くように放射状に広がる様が、地獄の釜の蓋（ふた）に見立てられたもので、さまざまな病気に対して薬草としての効能から医者がいらず、「これで地獄に落ちないで済む」という意味や、「病気を治して地獄の釜にふたをする」という意味が由来だといわれている。また、医者が必要ないというところから、イシャゴロシ（医者殺し）の異名もある。
地方により、イシャイラズ（医者いらず）、イシャナカシ（医者泣かし：愛媛県）、オドゲソウ（鹿児島県）、チチグサ（愛媛県、鹿児島県）、チリメンソウ（三重県）などの方言名でも呼ばれている。
漢名（中国名）では、金瘡小草という。金瘡とは刀傷のことで、キランソウの葉を潰して傷に塗ると、切り傷や腫れ物に効用があることから名付けられたものである。
仲春を表す季語にもなっている。花言葉は、「あなたを待っています」「追憶の日々」「健康をあなたに」である。

## 分布・生育環境
原産は日本在来とされ、日本の本州・四国・九州や、朝鮮半島、中国に分布する。
草地や土手、丘陵地など、特に背丈の低いところに生え、山里、道ばた、公園、などでよく見られる。日当たりが良く、排水が良い土地を好む性質で、石垣の間やその下の地面に這うように広がっている。

## 形態・生態
一年中見られる多年生の草本で、全体に縮れた粗い毛が多い。草丈は、2 - 20センチメートル (cm) で、茎は直立せず四方に分枝して、草全体がロゼット状に地表に這って円盤状の形になる。ランナー（匍匐茎）のような花茎を出し地表を這うが、節から根を出さない。シソ科では珍しく、茎の断面が丸い。
葉は対生し、基部のものでは長さ4 - 6 cm 、幅1 - 2 cmで、披針形から倒披針形で、先端側が幅広く、基部は次第に狭くなる。また葉の縁には波状の粗い鋸歯がある。表面は深緑でつやがあり、裏面は通常紫色を帯びる。株元の葉は放射状に地面についている。
花期は春から初夏（3 - 5月）、茎の先端近くの葉の付け根に濃紫色の小花を数個つける。花は、径5 - 10ミリメートル (mm) の唇形花で、上下二つに分かれた上唇は下唇よりもごく小さい。下唇は平らに大きく発達して3裂して大きく広がり、特に中央の裂片が長くつきだし、先端は切れたようにまっすぐで、中央が切れ込んだようになって浅く2裂する。上唇の花弁は2つに裂けている。日当たりのよい場所では、冬期に開花することがある。萼は深く5裂して毛がある。
果実は分果で、長さ1.5 mmほどの球形で、一つの花の宿存萼の中で4個に分かれていて、脱落しやすい。分果は緑褐色をした倒卵形で丸みがあり、表面ははっきり目立つ凸凹した網目模様がつき、腹面には大きめの楕円形をした着点（へそ）がつく。種子で増えるほか、株が分かれて繁殖する。

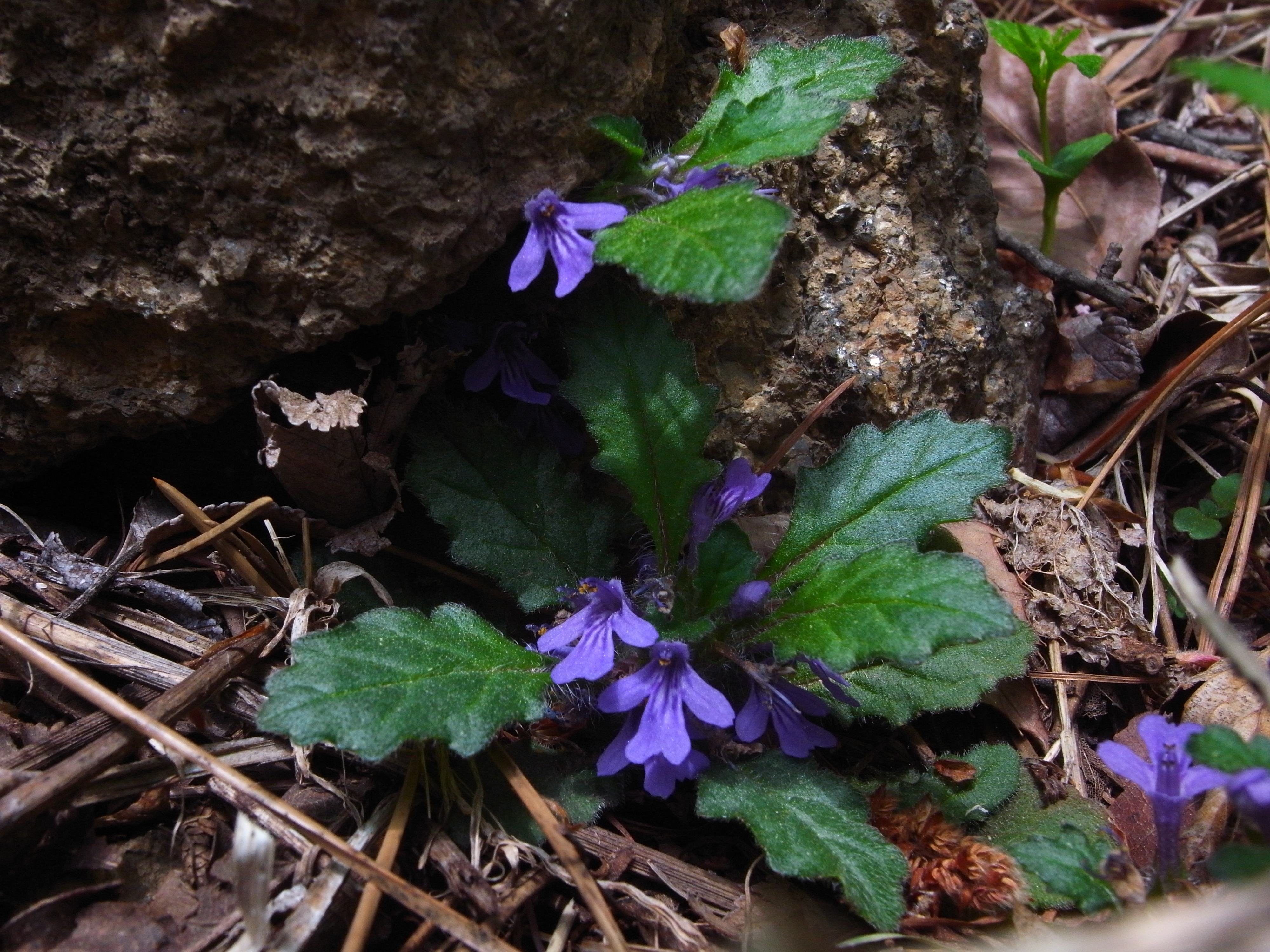
根生葉はロゼット状
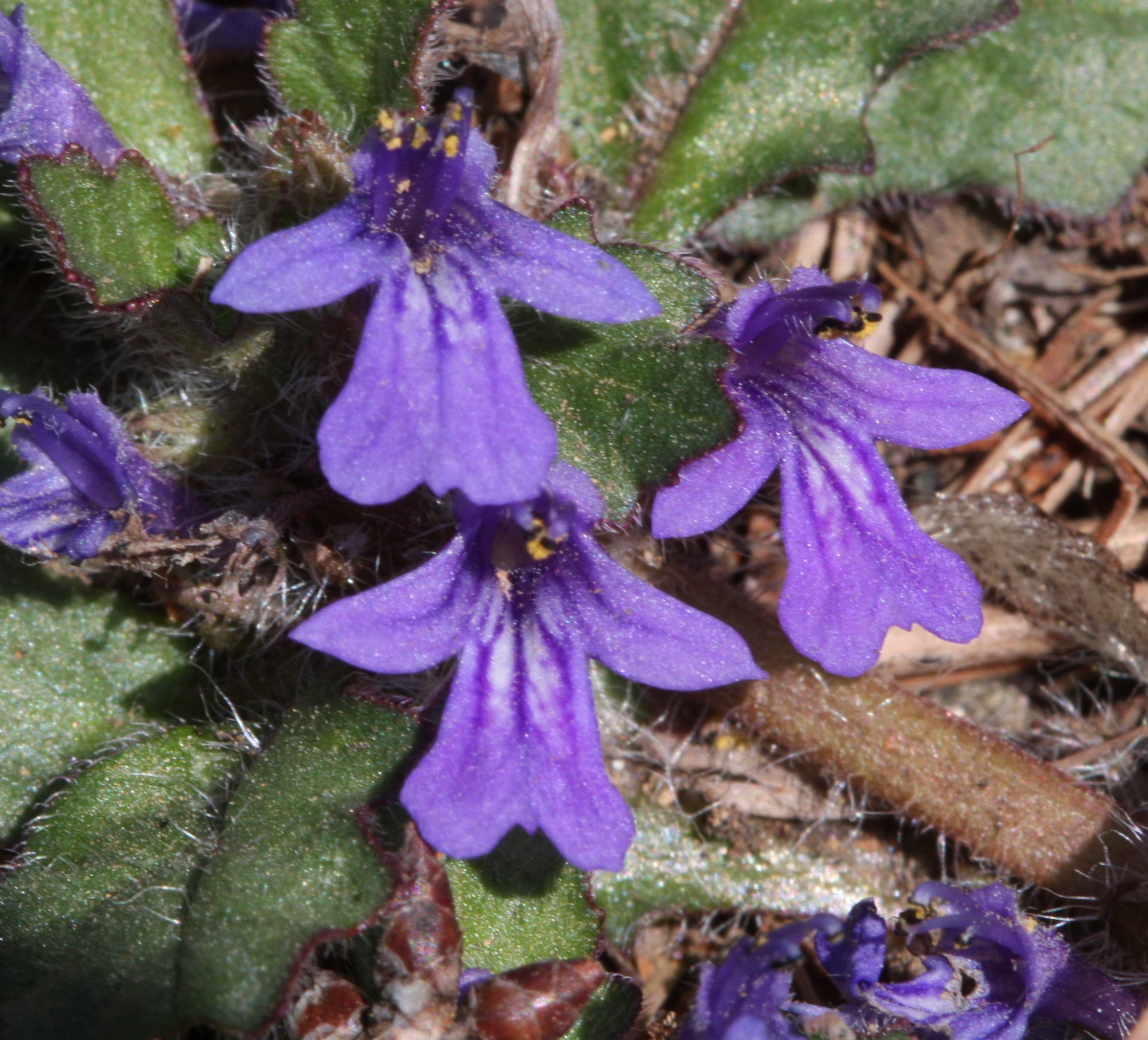
唇形花

## 利用
開花期の全草を乾燥したものは、筋骨草（きんこつそう）とよばれる生薬である。漢方では使われない。高血圧、鎮咳、去淡、解熱、健胃、下痢止め、切り傷などに効果があるとされるが、民間薬的なものである。4月頃に全草を採取して、水洗い後に天日乾燥して調製される。
薬効は収斂作用があり、花期に全草を採取して茎葉についている土砂を洗い落とし、天日乾燥させたものを使うか、生でも使用される。高血圧、解熱、下痢止めには、乾燥品1日量5 - 7グラムを水300 ㏄で半量になるまでとろ火で煎じるか、1日量15グラムを500 ccの水で煎した汁を、1日3回分服する用法が知られている。苦味が強い。ウルシかぶれには、煎液を塗る。
また、火傷、切り傷、毒虫の刺傷、あせもなどに、生葉汁を直接つける用法が知られている。腫れ物、打撲には、火であぶって柔らかくなった葉や茎を、紙に広げて張り付ける。

## 近縁種
- セイヨウキランソウ - ヨーロッパに多く分布し、花が高い位置につく[2]。ヨウシュキランソウ、アジュガとも呼ばれ、園芸植物として好んで栽培もされる[8]。
- ジュウニヒトエ - 林の中に咲く仲間で、キランソウとの間で交雑による雑種ができることもある[3]。
- ニシキゴロモ